# One City, Nine Towns

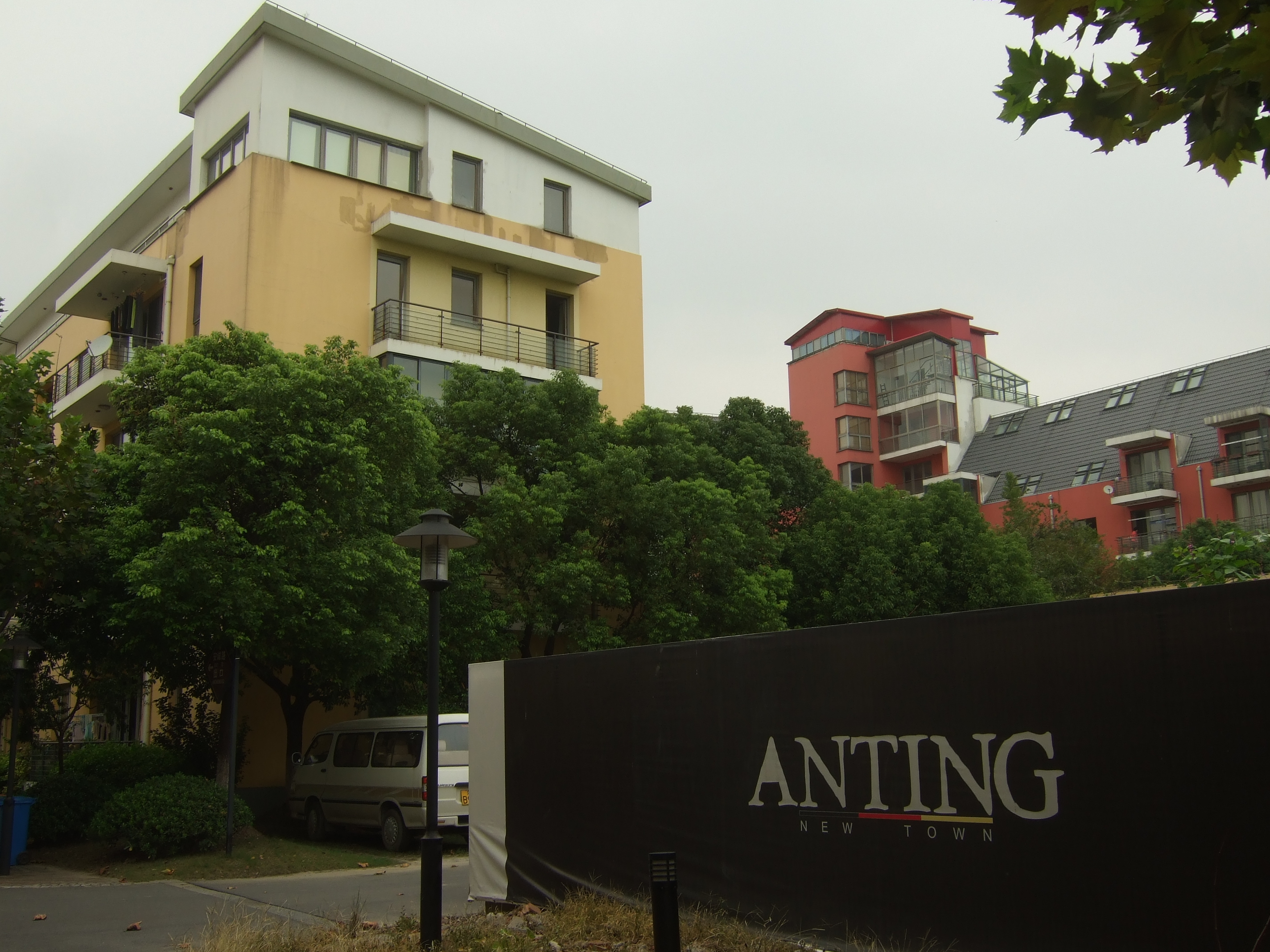
Anting New Town

One City, Nine Towns (Deutsch: Eine Stadt, neun Orte) ist eine Initiative der Stadtregierung von Shanghai aus dem Jahr 2001. Ziel des Projektes war es, zehn attraktive Vorortsiedlungen zu schaffen, um dem Wohnraummangel entgegenzuwirken.

## Planstädte

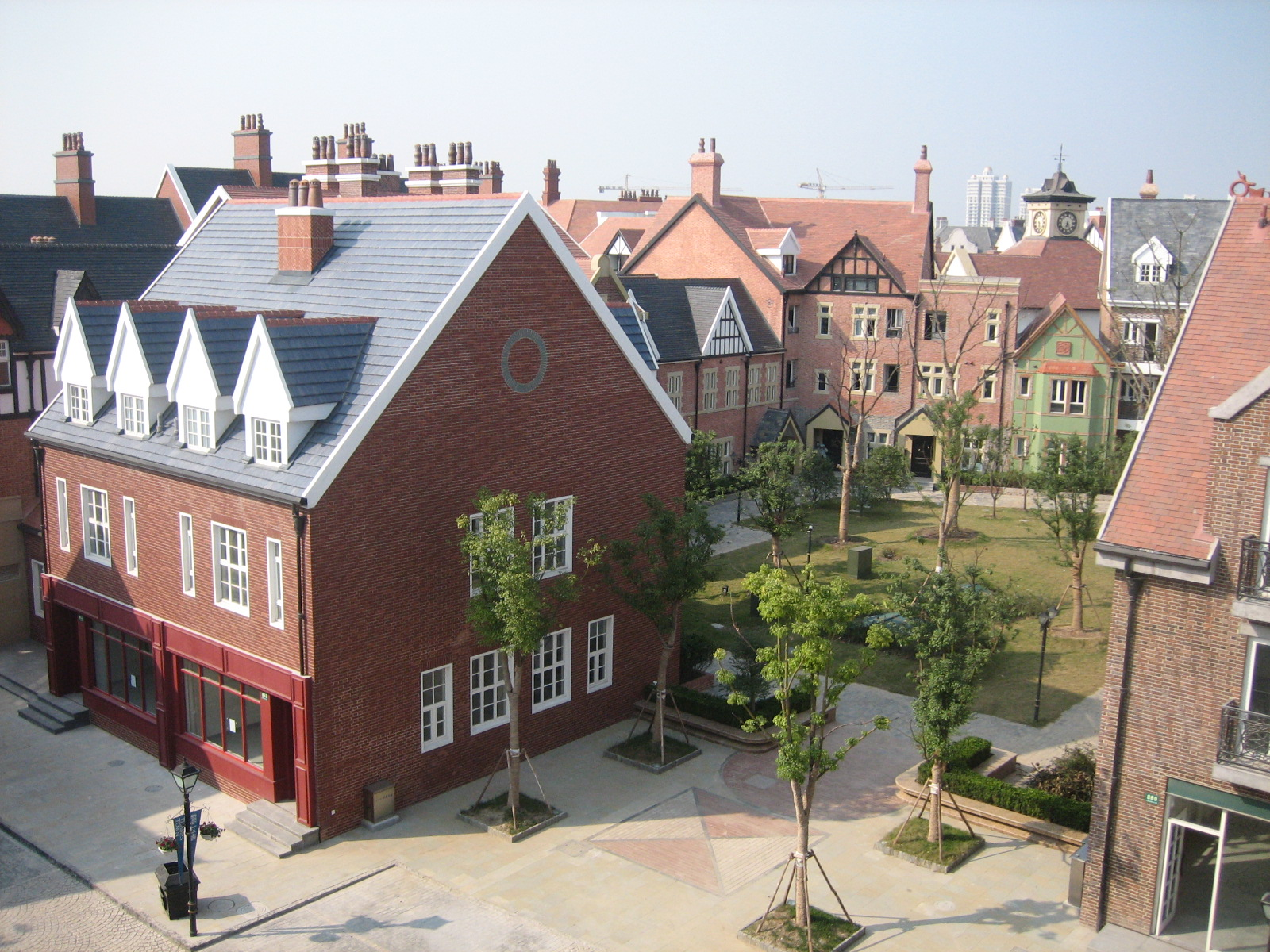
Thames Town, die Stadt nach englischem Vorbild.

Die neun Orte sind auf dem Shanghaier Stadtgebiet verteilt und haben individuelle westliche Themen. Keine der neun Orte wurde von chinesischen Architekten entworfen.
| Thema               | Ort                             | Gemeindeebene, Bezirk          | Bemerkungen                                                                             |
| ------------------- | ------------------------------- | ------------------------------ | --------------------------------------------------------------------------------------- |
| Volksrepublik China | Zhujiajiao                      | Zhujiajiao, Qingpu             |                                                                                         |
| Deutschland         | Anting German Town              | Anting, Jiading                | Geplant von Albert Speer & Partner, Frankfurt (Albert Speer junior)                     |
| Ökologie            | Lingang                         | Pudong                         |                                                                                         |
| England             | Thames Town                     | Songjiang (Songjiang New City) | Teil der Gartenstadt Songjiang                                                          |
| Italien             | Pujiang                         | Pujiang, Minhang               |                                                                                         |
| Niederlande         | Gaoqiao Holland Village         | Gaoqiao, Pudong                | Geplant von Atelier Dutch, Almere und Kuiper Compagnons, Rotterdam                      |
| Kanada              | Fengjing                        | Fengjing, Jinshan              | aufgegeben Geplant von Corban and Goode, Toronto                                        |
| Schweden            | Luodian North European New Town | Luodian, Baoshan               | Der künstliche Meilansee ist eine Nachbildung des Mälaren. Geplant von SWECO, Stockholm |
| Spanien             | Fengcheng                       | Fengcheng, Fengxian            |                                                                                         |

## Entwicklung
Die Planungen für das Pilotprojekt begannen 2001, die Fertigstellung erfolgte größtenteils 2007. Ab 2011 geriet von den neun Planstädten insbesondere Anting als Geisterstadt wiederholt in die Schlagzeilen vor allem deutscher und englischer Medien. Anting, rund 34 Kilometer westlich vom Zentrum Shanghais entfernt, ist unter anderem der Standort des deutsch-chinesischen Joint Ventures Shanghai Volkswagen und eines der Zentren der chinesischen Automobilindustrie. Der Stadtteil Anting German Town verfügt über eine Wohnraumkapazität für 25.000 Menschen. Hingegen soll die Einwohnerzahl bis 2014 auf nur 7.000 gestiegen sein. Als Ursachen wurden vor allem die Lage, Erreichbarkeit und hohen Immobilienpreise genannt.
Für eine Eigentumswohnung mussten in Anting German Town 2010 etwa 13.000 Renminbi pro Quadratmeter gezahlt werden, was etwa 1.600 Euro entsprach. Jedoch lag der Quadratmeterpreis im inneren Ring von Shanghai zu diesem Zeitpunkt bereits bei bis zu 30.000 Renminbi, im direkten Zentrum noch höher. Ab 2012 stellte die Stadtregierung Shanghais die erforderlichen Mittel zum Ausbau der Infrastruktur zur Verfügung. Seit Oktober 2014 hält die Shanghaier U-Bahn-Linie 11 in Anting, Schulen und Kindergärten folgten. Gleichzeitig treiben seit 2015 enorm gestiegene Wohnungspreise die Menschen aus Shanghais Innenstadt an die Stadtgrenzen – und damit auch nach Anting.
2011 wurde die Großgemeinde Anting in 20 Wohngemeinden und 43 Dörfer unterteilt. Dem Pilotprojekt „One City, Nine Towns“ folgte zwischen 2014 und 2017 die Errichtung oder, auf Basis bestehender historischer Bausubstanz, der Ausbau weiterer sogenannter Themensiedlungen, die zusammen von der Shanghaier Stadtverwaltung als „Twenty Famous Towns“ vermarktet werden.